# Erich Bielka
Erich Bielka (Wenen, 15 mei 1908 - Bad Aussee, 1 september 1992) was een Oostenrijk diplomaat en politicus (partijloos). 

## Biografie
Erich Bielka werd in 1908 geboren als Erich Ritter Bielka von Karltreu en stamde uit een adellijke familie. Hij volgde een opleiding tot diplomaat en trad in 1935 in diplomatieke dienst. Hij werd direct na de Anschluss gevangengenomen en op transport gesteld naar de Gestapogevangenis van München. Later verbleef hij in de concentratiekampen Dachau en Buchenwald. Na de Tweede Wereldoorlog was hij werkzaam op het ministerie van Buitenlandse Zaken (1945) en nadien hervatte hij zijn loopbaan als diplomaat. Hij was achtereenvolgens Oostenrijks ambassadeur in Ankara (1952-1958), Caïro (1958-1967), Bern (1967-1972) en Parijs (juni 1972-1974). Vervolgens was hij hoge ambtenaar op het ministerie van Buitenlandse Zaken, laatstelijk secretaris-generaal van dat ministerie. 
Na de verkiezingen van Rudolf Kirchschläger tot bondspresident in 1974 volgde Bielka hem op als minister van Buitenlandse Zaken. Hij diende in de sociaaldemocratische regering van Bruno Kreisky. Evenals zijn voorganger was Bielka partijloos. In het kader van Oostenrijks politiek van goede nabuurschap bezocht hij in 1976 de Duitse Democratische Republiek (DDR) en bereidde daar het bezoek van bondskanselier Bruno Kreisky voor dat in 1978 plaatsvond. Kreisky was toen de eerste Westerse regeringsleider die de DDR bezocht. 
Na zijn ministerschap zette hij zich in het bijzonder in voor de Oostenrijkse betrekking met de Europese Gemeenschap en was samen met oud-minister van Buitenlandse Zaken Erwin Lanc en de diplomaat Hans Thalberg initiatiefnemer van een studiegroep om alternatieven te ontwikkelen voor de toetreding tot de EG omdat hij vreesde dat door toetreding de neutraliteit van Oostenrijk in gevaar zou komen. 
Erich Bielka overleed in 1992 op 84-jarige leeftijd.

## Onderscheidingen
- 1965: Grote Gouden Ereteken voor Verdienste voor de Republiek Oostenrijk
- 1974: Grote Zilveren Ereteken voor Verdienste voor de Republiek Oostenrijk
- Grootofficier in het Legioen van Eer (Frankrijk)
- Ereteken van Verdienste voor de Bevrijding van Oostenrijk